# 鈴木英一 (国土交通技官)
鈴木 英一（すずき えいいち、1949年または1950年 - ）は、日本の国土交通技官、博士（工学）、技術士、土木学会認定特別上級土木技術者（総合）。国土交通省北海道開発局長や、北海道大学大学院工学研究院特任教授を経て、伊藤組土建代表取締役副社長。

## 人物・経歴
北海道夕張市出身。1975年北海道大学工学部土木工学科卒業、北海道開発庁入庁。1988年北海道開発局石狩川開発建設部千歳川放水路建設事業所長。1991年北海道開発局帯広開発建設部帯広河川事務所長。1992年北海道開発局建設部河川計画課課長補佐。1993年北海道開発庁水政課開発専門官。1995年北海道開発局建設部河川計画課河川企画官。1997年北海道開発局旭川開発建設部次長。1998年北海道開発局石狩川開発建設部次長。
2000年北海道開発局長官房開発調整課長。2001年国土交通省北海道開発局開発監理部開発調整課長。2002年国土交通省北海道開発局建設部河川計画課長。2003年国土交通省北海道局水政課長。2005年国土交通省北海道局参事官。2006年国土交通省北海道開発局建設部長。
2007年から国土交通省北海道開発局長を務め、投資の重点化を進めた。2008年には品川守国土交通省北海道局長の指示を受け、北海道開発局談合事件への対処にあたった。2009年北海道大学大学院工学研究院特任教授。2010年特定非営利活動法人環境技術研究センター理事長。2013年一般財団法人北海道河川財団理事長。同年「石狩川流域と治水の歴史に関する考察」により北海道大学博士（工学）の学位を取得。2015年に熊谷勝弘の後任として伊藤組土建代表取締役副社長（コンプライアンス総括）。技術士（建設部門、総合技術監理部門）、土木学会認定特別上級土木技術者（総合）。

## 栄典
- 2020年4月 春の叙勲で国土交通行政事務功労により瑞宝中綬章を受章[1]